# Malakitgrönt (oorganiskt pigment)

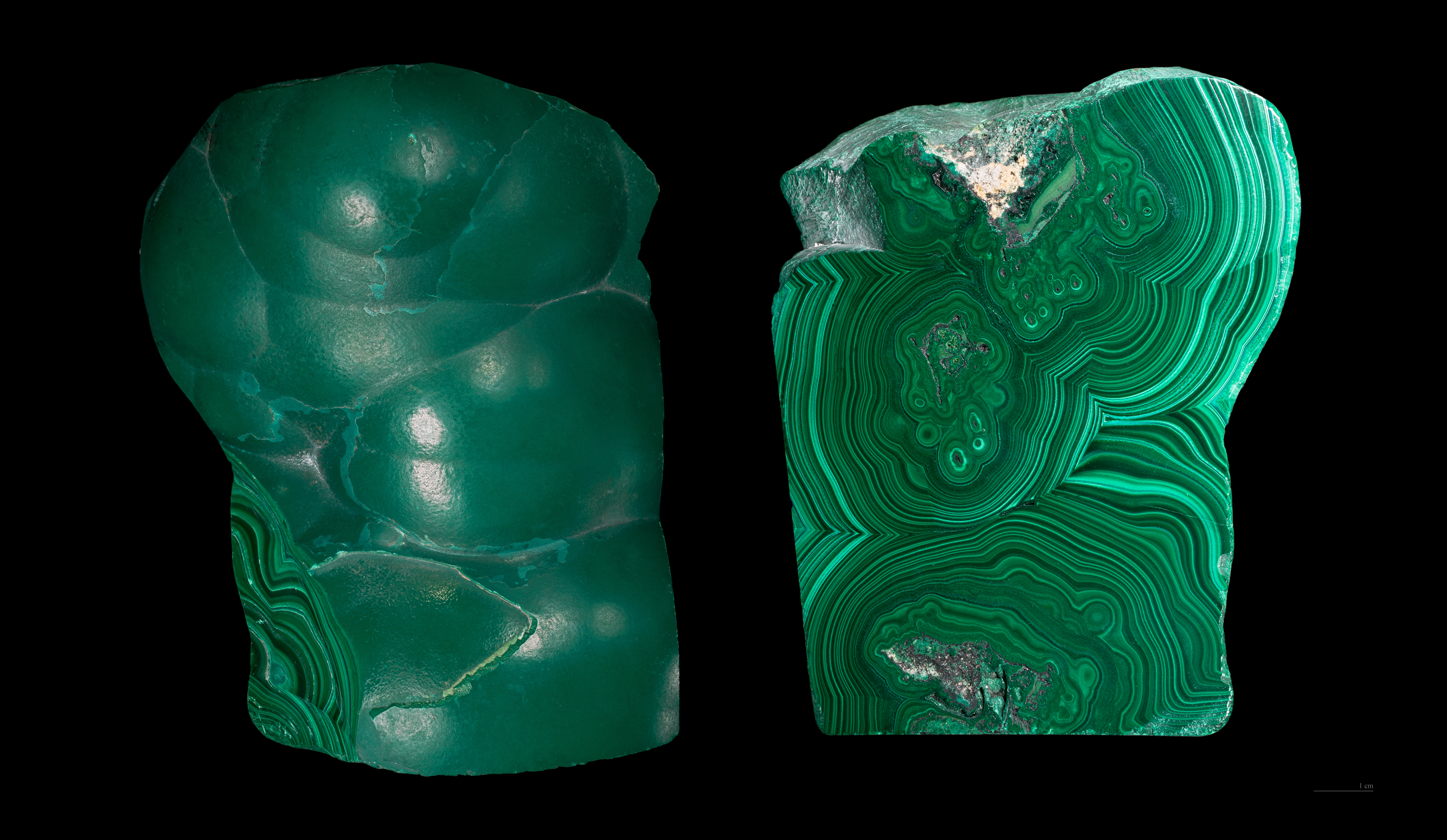
Malakit.

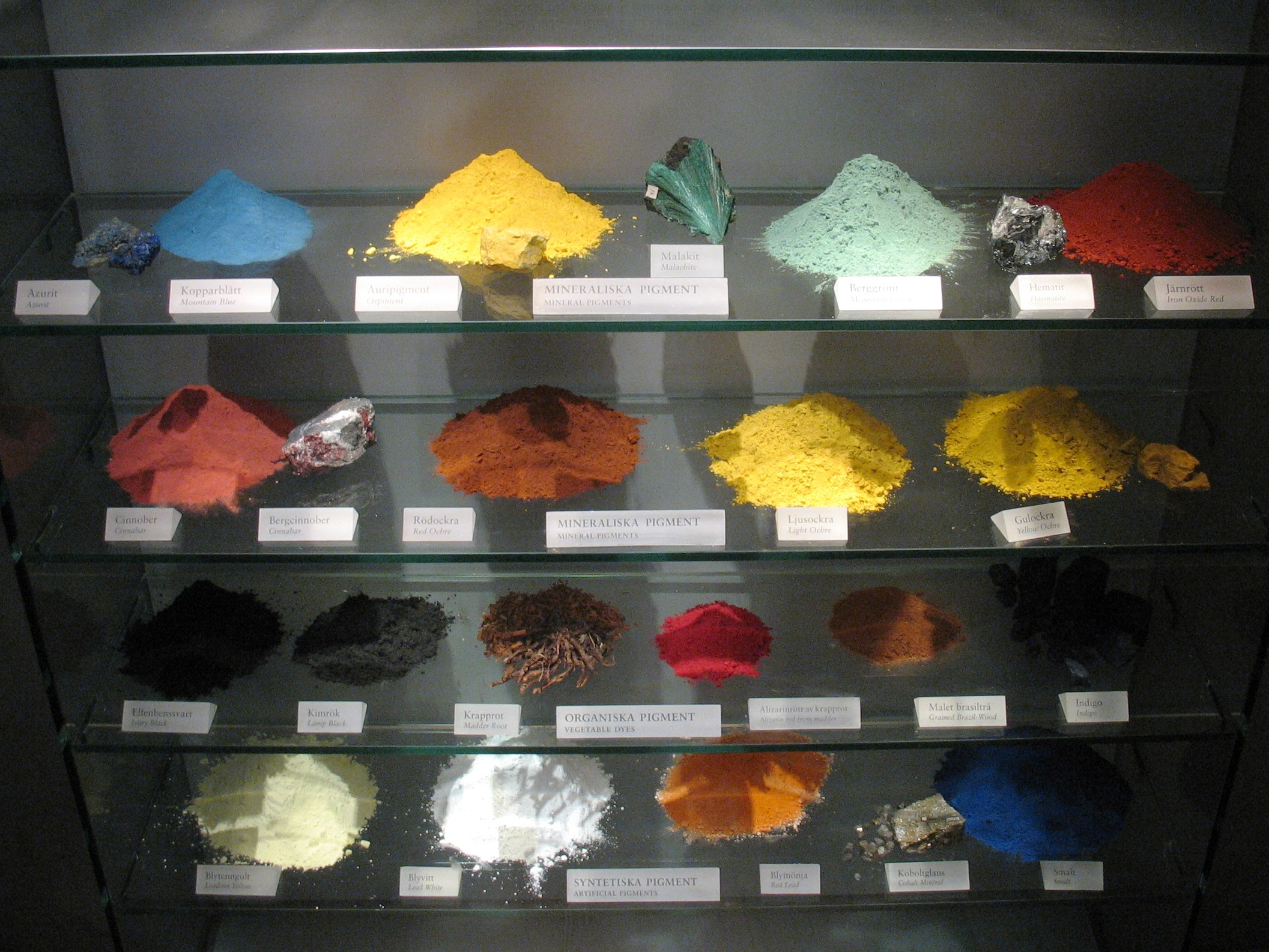
Färgpigment använda på regalskeppet Vasa; med berggrönt på översta raden.

Malakitgrönt, även berggrönt eller grön verditer,  (C.I. Pigment Green 39, C.I. 77492) är ett grönt färgpigment framställt av mineralet malakit, som pulvriseras. 
Pigmentet användes i gröna målarfärger fram till ca 1800. Pigmentet kunde också framställas syntetiskt av basisk kopparkarbonat eller kopparklorid, och var i det fallet också känt som braunschweiggrönt. Inom måleriet användes det främst på fjorton- och femtonhundratalet, men man har funnit egyptiska väggmålningar innehållandes malakitgrönt så tidigt som från den fjärde dynastin. Pigmentet är känsligt för syror och upphettning, och är dessutom giftigt. Kemiskt påminner det om azurit.
Malakitgrönt är också namnet på ett organiskt färgämne som även använts som antiparasitmedel för fiskar. 